# Кампобономо (Мачерата)
Кампобономо (итал. Campobonomo) насеље је у Италији у округу Мачерата, региону Марке.
Према процени из 2011. у насељу је живело 8 становника. Насеље се налази на надморској висини од 890 м.